# Sathya Sai Baba
Sathya Sai Baba (n. 23 noiembrie 1926 – d. 24 aprilie 2011) a fost un guru și mistic indian care a pretins că este reîncarnarea lui Shirdi Sai Baba.
A avut un număr de șase milioane de adepți.
A devenit o figură respectată, după ce a înființat spitale și instituții de învățământ recunoscute la nivel mondial, dar și pentru implicarea sa în proiecte umanitare importante, precum introducerea apei în districtele Andhra Pradesh și Chennai.
Imaginea sa a rămas însă controversată, după ce Sai Baba a pretins că poate produce cenușă sfântă și inele de aur din aer.